# Dommel (ISP)
Dommel was een Belgische internetprovider die opereert in Vlaanderen met het hoofdkantoor te Hasselt.
Het bedrijf hierachter, genaamd Schedom NV, werd begin jaren '90 opgericht door de vennoten Bart Dom en Sandra Schevenels. Dommel werd in 1998 opgericht als hostingbedrijf en startte pas later, midden jaren 2000, met internetactiviteiten. Dommel won aan populariteit na 2005 omdat veel mensen klaagden over de lage volumelimieten die de twee grootste ISP's van België, Proximus en Telenet, toen beschikbaar stelden.
Dommel was een MVNO (mobile virtual network operator), die werkte via het netwerk van Proximus, het bood internet aan over ADSL, ADSL2+ en VDSL2. 
Luidens een bericht op de Dommel-website werd op 31 maart 2019 de dienstverlening stopgezet naar aanleiding van een langdurig dispuut met Proximus. Dommel zit sinds 16 april 2019 in een gerechtelijke reorganisatie door collectief akkoord.